# We Are Rockets!
We Are Rockets! (japonés: チア☆ダン, Romaji: Chia Dan) también conocida como Cheer☆Dan, es una serie de televisión japonesa transmitida del 13 de julio del 2018 al 14 de septiembre del 2018 a través de TBS.

## Sinopsis
Wakaba Fujitani, es una joven estudiante de secundaria de segundo grado en la Prefectura de Fukui, Japón. Cuando era pequeña, admiraba al club de porristas "JETS", un equipo de baile de la Escuela Secundaria Fukui Chuo de la Prefectura de Fukui que ganó el campeonato nacional de los Estados Unidos por primera vez, y soñaba con unirse a ellas, sin embargo pensando que era imposible y luego de no lograr pasar el examen de ingreso, decide inscribirse en otra escuela donde se conforma animando eventos deportivos.
Un día, cuando Shiori Kiryū, una estudiante transferida de Tokio con una personalidad energética habla con ella, la anima para que se unan al club de porristas, poco a poco Wakaba comienza a recuperar la pasión por su sueño de la infancia y junto a sus amigas se proponen convertirse en un equipo de animadores.

## Reparto

### Personajes principales
| Actor        | Personaje        | N.º de episodios | Notas                                           |
| ------------ | ---------------- | ---------------- | ----------------------------------------------- |
| Tao Tsuchiya | Wakaba Fujitani  | 10               |                                                 |
| Anna Ishii   | Shiori Kiryū     | 10               |                                                 |
| Yui Sakuma   | Asako Sakurazawa | 10               |                                                 |
| Joe Odagiri  | Tarou Urushido   | 10               | Es un profesor en el "Fukui Nishi High School". |

### Personajes recurrentes
| Actor            | Personaje           | N.º de episodios | Notas                                             |
| ---------------- | ------------------- | ---------------- | ------------------------------------------------- |
| Yūko Araki       | Aoi Fujitani        | -                |                                                   |
| Hiroya Shimizu   | Haruma Tsubakiyama  | -                |                                                   |
| Sawako Agawa     | Komako Gamo         | -                | Es una profesora en el "Fukui Nishi High School". |
| Houka Kinoshita  | Shinsuke Sakurazawa | -                | Es un profesor en el "Fukui Nishi High School"    |
| Wakana Matsumoto | Kyoko Urushido      | -                |                                                   |
| Yuka Ogura       | Tsukiko Hanafusa    | -                |                                                   |
| Sara Shida       | Koto Hasumi         | -                |                                                   |
| Yagi Rikako      | Yuki Yanagisawa     | -                |                                                   |
| Karen Otomo      | Taeko Enoki         | -                |                                                   |
| Aya Asahina      | Nagisa Kurihara     | -                |                                                   |
| Yanai Yumena     | Honoka Tachibana    | -                |                                                   |
| Maika Yamamoto   | Maki Shibata        | -                |                                                   |
| Natsumi Ishizaki | Mina Saegusa        | -                |                                                   |
| Mayu Hotta       | Nozomi Inamori      | -                |                                                   |
| Megumi Mizoguchi | Kaori Suganuma      | -                |                                                   |
| Akane Sakanoue   | Eri Kashimura       | -                |                                                   |
| Momoko Fukuchi   | Sakura Ashida       | -                |                                                   |
| Kana Adachi      | Kanna Kajiyama      | -                |                                                   |
| Rikka Ihara      | Fumi Aso            | -                |                                                   |
| Yuki Saso        | Yumi Muto           | -                |                                                   |
| Kotori Moriya    | Mako Otake          | -                |                                                   |

### Otros personajes
| Actor                 | Personaje          | Episodio(s) donde apareció | Notas                                            |
| --------------------- | ------------------ | -------------------------- | ------------------------------------------------ |
| Chikara Honda         | Masamichi Sugihara | -                          | Es un profesor en el "Fukui Nishi High School".  |
| Kanna Moriya          | Ichiko Matsui      | -                          | Es una profesora en el "Fukui Nishi High School" |
| Masatoshi Kihara      | Kyosuke Kikuchi    | -                          | Es un profesor en el "Fukui Nishi High School"   |
| Kazuya Takahashi      | Katsuya Fujitani   | -                          |                                                  |
| Mahiru Konno          | Fusako Fujitani    | -                          |                                                  |
| Takumi Kizu           | Takashi Kida       | -                          |                                                  |
| Kaito Takamura        | Yamato Urushido    | -                          |                                                  |
| Hidetoshi Hoshida     | Hiroshi Enoki      | 3, 5                       |                                                  |
| Marie Pascal Masayuki | -                  | 3                          | Es una presentadora.                             |
| Shinya Kote           | Hiromasa Manabe    | 4                          |                                                  |
| Nana Ōwada            | Natsumi            | 4                          |                                                  |
| Hana Hizuki           | Kiko Ono           | 5                          |                                                  |
| Yōichirō Kōno         | -                  | 5                          | Es un hombre en el club.                         |
| Kai Shishido          | Seiichi Tachibana  | 6                          |                                                  |
| Atom Shukugawa        | Fumihiko Sakaki    | 6-7, 9                     |                                                  |
| Endo Kenshin          | Hiroki Mizushima   | 7, 10                      |                                                  |
| Meimei Kikuchi        | -                  | 7                          | Es una presentadora.                             |
| Kanji Tsuda           | Kiryu Mitsutoshi   | 8                          |                                                  |
| Marie Iitoyo          | Mayu Kitazawa      | 10                         |                                                  |

### Apariciones especiales
| Actor       | Personaje       | Episodio(s) donde apareció | Notas                                                                                                   |
| ----------- | --------------- | -------------------------- | --- |
| Suzu Hirose | Hikari Tomonaga | 1                          | Regresa como la maestra de la escuela secundaria donde se graduó y entrena el club de porristas "JETS". |
| Yuki Amami  | Kaoruko Saotome | 3                          | |

## Episodios
La serie está conformada por 10 episodios, los cuales fueron emitidos todos los viernes de 22:00-22:54.

## Música
La canción de la serie es "Kagayaki Dashite Hashitteku" interpretada por la banda japonesa Sambomaster.

## Producción
Los hechos de la serie ocurren 9 años después de los sucesos ocurridos en la película "Let's Go, Jets!" (2017).
La serie fue dirigida por Kaneko Fuminori, Fukuda Ryosuke (福田亮介) y Okamoto Shingo, quienes contaron con el apoyo de los guionistas Goto Noriko y Tokuo Koji (徳尾浩司).
Fue producida por Han Choru, mientras que la música estuvo a cargo de Suehiro Kenichiro y MAYUKO.